# Alain Feutrier
Pour les articles homonymes, voir Feutrier.
Alain Feutrier, né le 16 février 1968 à Saint-Jean-de-Maurienne, est un skieur alpin français.

## Résultats

### Jeux olympiques
- Jeux olympiques de 1988
  - Participation à l'épreuve de slalom géant
- Jeux olympiques de 1992
  - 19e en slalom géant
  - Participation à l'épreuve de slalom

### Championnats du monde
- Championnats du monde 1991 : 11e en slalom géant
- Championnats du monde 1993 : 15e en slalom géant

### Coupe du monde
- Meilleur résultat au classement général : 55e en 1993
- 1 podium lors de la Coupe du monde de ski alpin 1993 (2e de l'épreuve de slalom géant d'Alta Badia le 13 décembre 1992)

### Championnats de France
- Champion de France de Slalom Géant en 1991
- Champion de France de Slalom Parallèle en 1989
- Vice-Champion de France de Slalom Géant en 1995